# Hoćemo gusle
Hoćemo gusle är det andra studioalbumet från den montenegrinska sångaren Rambo Amadeus. Det släpptes den 31 oktober 1989 och innehåller 10 låtar.

## Låtlista

### A-sida
1. "Glupi hit" – 4:25
2. "Free Mendela" – 3:58
3. "Santa Maria" – 4:12
4. "Balkan boj" – 4:13
5. "Plomba za Zelenog Zuba" – 1:39

### B-sida
1. "Sokolov Greben" – 3:40
2. "Samit u burekdžinici Laibach" – 4:56
3. "Amerika i Engleska (biće zemlja proleterska)" – 3:50
4. "Intelektualac" – 3:03
5. "Čovek sam, ženo" – 2:44